# Guntzbourg

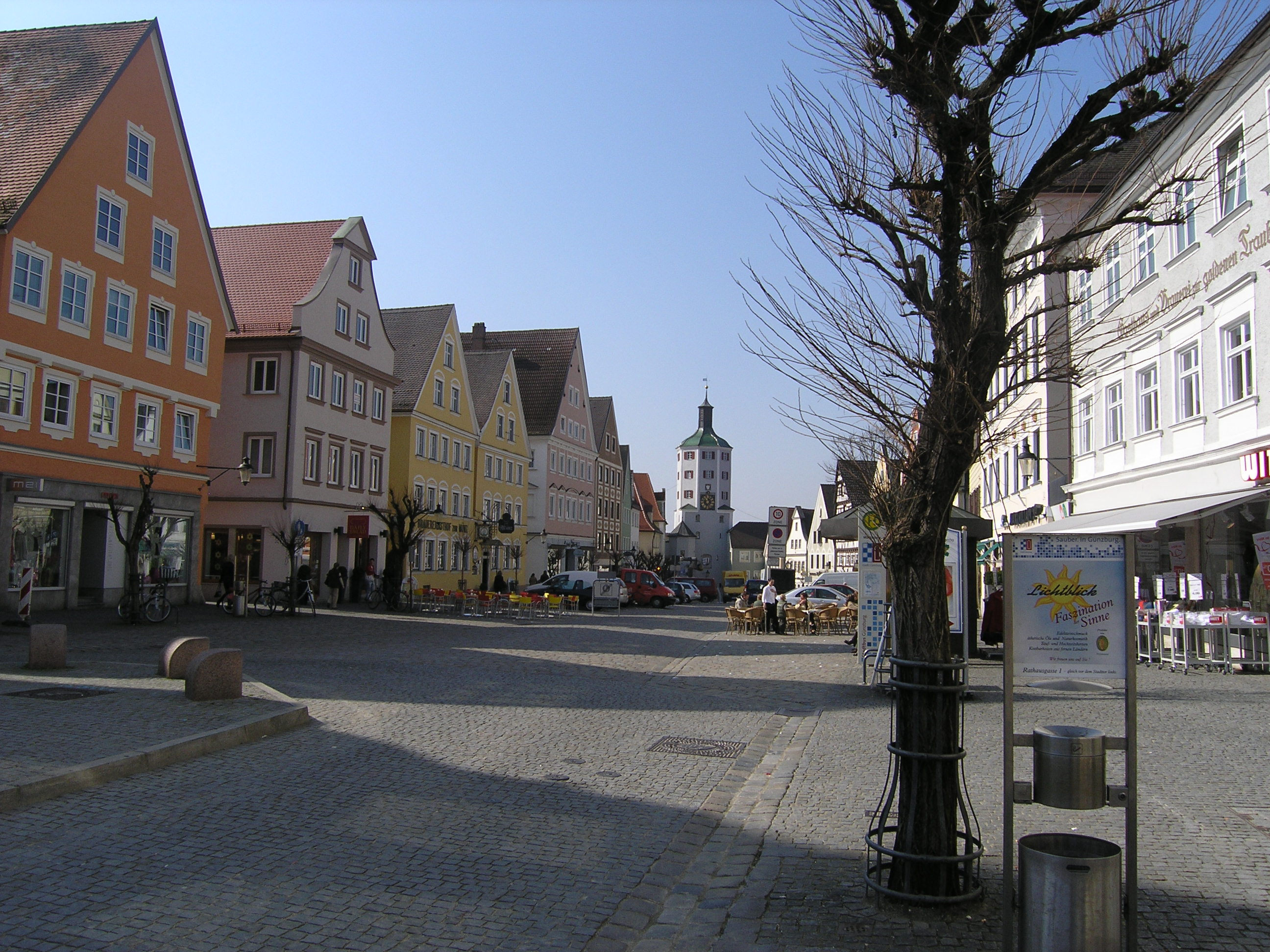
Marktplatz (place du marché).

Guntzbourg est une ville de Bavière en Allemagne, située dans l'arrondissement de Guntzbourg dans le district de Souabe.

## Histoire
Günzburg fut fondée en 77 av. J.-C. par les Romains pour défendre ce point stratégique sur la frontière du Danube. On y trouve des traces de deux châteaux, dont le premier fut construit en 70 av. J.-C., et le second après le recul des frontières derrière le Danube lors des invasions des Alamans en 260 ap. J.-C.. En 488 ap. J.-C., les troupes romaines se retirèrent sur ordre d'Odoacre. À partir de 493 ap. J.-C., les Ostrogoths dominèrent la région, puis en 536 les Francs conquirent le territoire.

## Quartiers
- Deffingen
- Denzingen
- Leinheim
- Nornheim
- Reisensburg
- Riedhausen
- Wasserburg

### Conseil municipal
Le conseil municipal est composé de 24 sièges qui sont partagés ainsi depuis l'élection de 2008 :
- CSU : 8 sièges (2002 : 8) ; 28,0 %
- SPD : 7 sièges (8) ; 29,4 %
- Bloc d'électeurs indépendants (UWB) : 4 sièges (4) ; 16,9 %
- Communauté libre d'électeurs (FWG) : 4 sièges (3) ; 15,2 %
- Liste citoyenne de Günzburg (GBL) : 1 siège (1) ; 7,2 %

L'alliance du CSU, de l'UWB et du FDP (3,3 %), a fait que les voix du CSU revinrent au FDP.
Le maire (Oberbürgermeister) est Gerhard Jauernig (SPD), élu en 2002 à 96,4 % des voix. Son premier adjoint (zweiter Bürgermeister) est Anton Gollmitzer (FWG), et son deuxième adjoint (dritte Bürgermeisterin) Dr. Angelika Fischer (GBL).
Le prédécesseur de Gerhard Jauernig était le Dr. Rudolf Köppler.

### Villes jumelées et parraines
- Günzburg est jumelée avec Lannion, ville du département des Côtes-d'Armor en Bretagne.
- Parrainage pour les expulsés de Sternberg en Mähren – depuis le 20 juin 1955.
- Traité d'amitié avec Neustadt in Sachsen – depuis 1990.

## Lieux et monuments
- Le parc d'attractions Legoland Deutschland.

## Personnalités
- Otto Geiselhart préside le Conseil des ouvriers et des soldats de Guntzbourg durant la Révolution allemande de 1918-1919. Arrêté par les nazis en mars 1933, il se suicide dans la prison de Guntzbourg.
- Le tortionnaire et criminel de guerre Josef Mengele était originaire de cette ville.